# 蓮光寺 (富士宮市)
蓮光寺（れんこうじ）は、静岡県富士宮市に所在する日蓮正宗の寺院。山号は本覚山（ほんかくさん）。

## 起源と歴史
- 1594年（文禄3年） - 下条妙蓮寺僧西福阿本覚坊日通　駿河稲子真言宗西光寺を帰伏させて蓮光寺と改称する。
- 1950年（昭和25年）12月25日 - 下条妙蓮寺と同末寺６カ寺〔本妙坊・蓮光坊・本正坊・心教坊・法善寺・蓮光寺〕日蓮宗より日蓮正宗に改宗。
- 1966年（昭和41年）4月28日 - 改築される。

## 所在地
- 静岡県富士宮市上稲子1773

## 寺院周辺
- 富士宮市立稲子小学校

## 交通アクセス
- 身延線稲子駅から車で15分